# Ludmiła Golikowa
Ludmiła Jurjewna Golikowa (ros. Людмила Юрьевна Голикова; ur. 7 października 1965) – radziecka i rosyjska zapaśniczka walcząca w stylu wolnym. Brązowa medalistka mistrzostw świata w 1991. Mistrzyni ZSRR w 1991 roku.